# Ihwa

Ihwa

Ihwa (ᛇ) ist die dreizehnte Rune des älteren Futhark und fehlt im altnordischen Runenalphabet.
Der rekonstruierte urgermanische Name bedeutet „Eibe“. Die Rune erscheint in den Runengedichten als altenglisch eoh bzw. gotisch eyz.

## Lautwert
Der Lautwert der Rune ist nicht ganz geklärt und liegt wohl zwischen e und i. Möglicherweise handelte es sich ursprünglich auch um einen Diphthong /ei/. Vermutungen, dass die heraldische Wolfsangel auf Ihwa zurückzuführen ist, stehen seit längerem im Raum, konnten aber noch nicht abschließend belegt werden.
Die Transkription erfolgt durch die lateinischen Buchstaben ï oder ë.

## Zeichenkodierung
| Unicode Codepoint | U+16C7                |
| Unicode-Name      | RUNIC LETTER IWAZ EOH |
| HTML              | &#5831;               |
| Zeichen           | ᛇ                     |